# Bassus tsuifengensis
Bassus tsuifengensis är en stekelart som beskrevs av Chou och Michael J. Sharkey 1989. Bassus tsuifengensis ingår i släktet Bassus och familjen bracksteklar. Inga underarter finns listade.